# Hydropsyche striata
Hydropsyche striata là một loài Trichoptera trong họ Hydropsychidae. Chúng phân bố ở miền Australasia.